# جون كولير (منافس ألعاب قوى)
جون كولير (بالإنجليزية: John Collier)‏ هو منافس ألعاب قوى أمريكي، ولد في 26 سبتمبر 1907 في بوفالو في الولايات المتحدة، وتوفي في 31 أكتوبر 1974 في كورونادو في الولايات المتحدة.

## وصلات خارجية
- جون كولير على موقع أوليمبيديا (الإنجليزية)